# Américo Castro
Américo Castro (ur. 4 maja 1885 w Cantagalo, zm. 25 czerwca 1972 w Lloret de Mar) – hiszpański filolog i historyk.

## Życiorys
Był uczniem Francisca Ginera de los Ríos i Ramóna Menéndeza Pidala, z którymi współpracował w Centro de Estudios Históricos, 1915-1936 pracował jako profesor uniwersytetu w Madrycie. Następnie 1936-1969 przebywał na emigracji w Argentynie i USA, 1940-1953 był profesorem uniwersytetu w Princeton. Był autorem krytycznych wydań klasyków hiszpańskiej literatury i wielu poświęconych im studiów, w tym fundamentalnej rozprawy El pensamiento de Cervantes (1925), a także Don Juan en la literatura española (1925), Lo hispánico y el erasmismo (1942), Hacia Cervantes (1960) i innych. Z zakresu historii Hiszpanii wydał España en su historia (1948) i La realidad histórica de España (1956), w których stwierdzał, że odmienność kulturową Hiszpanii ukształtowało w średniowieczu współistnienie cywilizacji chrześcijańskiej, muzułmańskiej i żydowskiej, co wywołało ożywioną polemikę. Teorie zawarte w tych dwóch dziełach rozwijał w Origen, ser y existir de los españoles (1959, wyd. zmień. pt. Los españoles: cómo llegaron a serlo z 1965). Jego poglądom przeciwstawiał się Claudio Sánchez-Albornoz w pracy España, un enigma histórico z 1956.